# The Choad Less Traveled
"The Choad Less Traveled" es el cuarto episodio de la serie de televisión estadounidense de superhéroes Peacemaker, spin-off de la película de 2021 The Suicide Squad. El episodio fue escrito por el creador de la serie James Gunn y dirigido por Jody Hill. Se emitió originalmente en HBO Max el 20 de enero de 2022.
La serie está ambientada después de los eventos de The Suicide Squad, y sigue a Christopher Smith / Peacemaker. Después de regresar a su casa, se ve obligado a trabajar con agentes de A.R.G.U.S. en una operación clasificada conocida como "Proyecto Butterfly". Smith también tiene que lidiar con sus demonios personales, incluido sentirse perseguido por los recuerdos de las personas que mató por "la paz", así como volver a conectarse con su padre separado. En este episodio, Smith descubre que el equipo incriminó a su padre por sus acciones, creando tensiones entre el equipo. Mientras tanto, Chase decide infiltrarse en la prisión para matar a Auggie, pensando que Smith estará mejor sin él.
El episodio recibió críticas positivas de los críticos, quienes elogiaron la escritura, las actuaciones, el desarrollo del personaje y el giro final.

## Trama
Después de salir de su misión, el equipo lleva a Judomaster a su cuartel general en la tienda de videos abandonada. Mientras el equipo se reorganiza, Smith y Chase conducen hasta la casa de Auggie para recuperar más cascos.
Después de recuperar los cascos, Smith se entera por el vecino de su padre que Auggie ha sido incriminado por sus acciones y ahora está en prisión. Smith confronta a Murn por haber orquestado el arresto de su padre y, a pesar de su insistencia, Smith decide ir a visitarlo en prisión, aunque Murn asigna a Adebayo para que lo disuada; trata de que recapacite sabiendo que en la información que encontraron, saben todo lo que Auggie le hizo, pero Smith no la oye. En prisión, Smith le revela a Auggie la verdad y está enojado por las acciones de su encuadre y tiene la intención de revelar el Proyecto Butterfly para ser liberado. Afuera, Adebayo y Chase, quien se revela como Vigilante, hablan sobre Auggie, y Adebayo sugiere que Smith estaría mejor sin él. Inspirado por esto, Chase se hace arrestar arrojando un bote de basura a una ventana frente a muchos policías.
Smith y Adebayo regresan al cuartel general y descubren que Judomaster se ha escapado. En el estacionamiento, Smith pelea con Judomaster. Cuando Judomaster está a punto de revelar información vital sobre las mariposas, Adebayo le dispara en el pecho. Como Judomaster está nuevamente restringido en la sede, Smith se va a su casa rodante; antes de ello, se encuentra con Harcourt en un bar donde le pide que diga la información de su padre. Harcourt le cuenta sobre el entrenamiento para matar que le inculcó desde niño y el asesinato en extrañas circunstancias de su hermano. Murn descubre que Chase ha sido arrestado y que Abedayo podría haber sugerido que debería matar a Auggie. Economos piratea la base de datos de la prisión para liberarlo. En prisión, Chase se encuentra con Auggie y su pandilla, tratando de provocarlo, pero Auggie no se deja engañar y piensa que Smith quiere que lo maten. Más tarde, Chase es rescatado y recogido por Harcourt, culpándose de que ha empeorado la situación.
En su casa rodante, Smith se droga para distraerse, pero queda obsesionado por los recuerdos de las personas que mató, incluidos su hermano y Rick Flag. Esa noche, Adebayo encuentra pruebas sobre una empresa y llama a Murn para reunirse con ella. Murn acepta la información, pero antes de irse, se lo ve consumiendo un líquido en un recipiente con una lengua agrandada, revelándose como una Butterfly.

## Producción

### Desarrollo
En julio de 2021, se anunció que Jody Hill dirigiría un episodio de la serie.

### Escritura
El episodio reveló el traje de "White Dragon", usado por Auggie para cometer crímenes en el pasado. El productor ejecutivo Peter Safran elogió la versión del traje de Gunn y agregó: "Todo lo que hicimos es igual a como lo haríamos si estuviéramos haciendo la versión cinematográfica de White Dragon, o la versión cinematográfica de Vigilante".
Si bien James Gunn dijo que HBO Max apoyaba su visión de la serie, los ejecutivos tuvieron un problema con la escena en la que Smith insulta verbalmente a Batman, particularmente llamándolo "un marica". Gunn defendió la decisión, afirmando que el personaje es conocido por su naturaleza provocativa e insulta mucho peor a otros personajes de superhéroes. Gunn también estuvo de acuerdo con el punto de vista de Smith sobre Batman, explicando que "todos los demás en realidad solo están creyendo cosas que leyeron en Internet. Todo lo que él cree es una especie de tontería, y Batman es el único en el que tiene un punto de vista que tiene algún sentido".

## Recepción de la crítica
"The Choad Less Traveled" recibió críticas positivas de los críticos. Samantha Nelson de IGN le dio al episodio una calificación "buena" de 7 sobre 10 y escribió en su veredicto: "El gran giro de Peacemaker no es realmente tan sorprendente y los intentos del programa de hacer que Vigilante y Peacemaker sean más comprensivos se quedan un poco cortos. Pero las diatribas metafóricas sobre los superhéroes, las peleas entretenidas y la disfunción general del equipo ayudan a que el programa sea divertido incluso si la trama se desarrolla lentamente".
Jarrod Jones de The AV Club le dio al episodio una calificación de "A-" y escribió: "'The Choad Less Traveled' es un punto culminante dramático para Peacemaker, especialmente en sus momentos finales, donde Chris se emborracha con Eagly y la mariposa que le arrancó al sótano de ciencia ficción del Senador Goff la semana pasada". Alec Bojalad de Den of Geek le dio al episodio una calificación de 4 estrellas de 5 y escribió: "Peacemaker está de alguna manera a la mitad de su carrera de ocho episodios. Si bien tiene sus fallas (Judomaster fue quizás un personaje oscuro de DC demasiados), este sigue siendo un esfuerzo televisivo que realmente vale la pena. Ahora veamos qué pasa con Murn: mariposa secreta".
Mashable SEA clasificó el episodio como el decimoséptimo mejor episodio de 2022.